# Barringer (Mondkrater)
Barringer ist ein Einschlagkrater auf der südlichen Hemisphäre der Mondrückseite.
Der Krater befindet sich am nordnordöstlichen Bergkamm des Beckens Apollo und südöstlich von Plummer. Im Süden von Barringer befindet sich der Krater Scobee. Der Krater ist im Wesentlichen rund mit einer leichten Ausbeulung am westlichen Bergkamm. Der äußere Wall geht in das Apollobecken über.

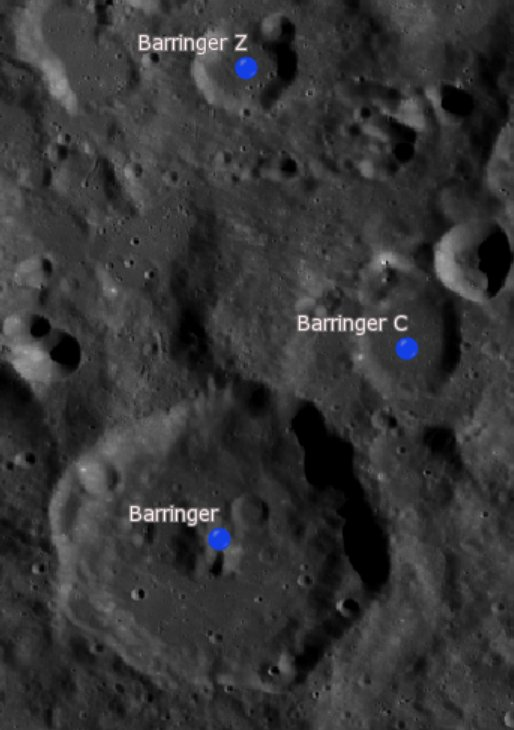
Barringer und seine Nebenkrater

Barringer hat zwei mit C und Z bezeichnete Nebenkrater. Die ehemaligen Nebenkrater L und M sind 1988 umbenannt worden.
| Buchstabe | Position            | Durchmesser         | Link                |
| --------- | ------------------- | ------------------- | ------------------- |
| C         | 26,82° S, 149,06° W | 22 km               |                     |
| L         | Umbenannt in Scobee | Umbenannt in Scobee | Umbenannt in Scobee |
| M         | Umbenannt in Smith  | Umbenannt in Smith  | Umbenannt in Smith  |
| Z         | 24,76° S, 150,24° W | 22 km               |                     |

Der Krater wurde 1970 von der IAU offiziell nach dem US-amerikanischen Geologen Daniel Barringer benannt, nach dem auch der Barringer-Krater auf der Erde benannt ist.